# Gevangenbewaarder

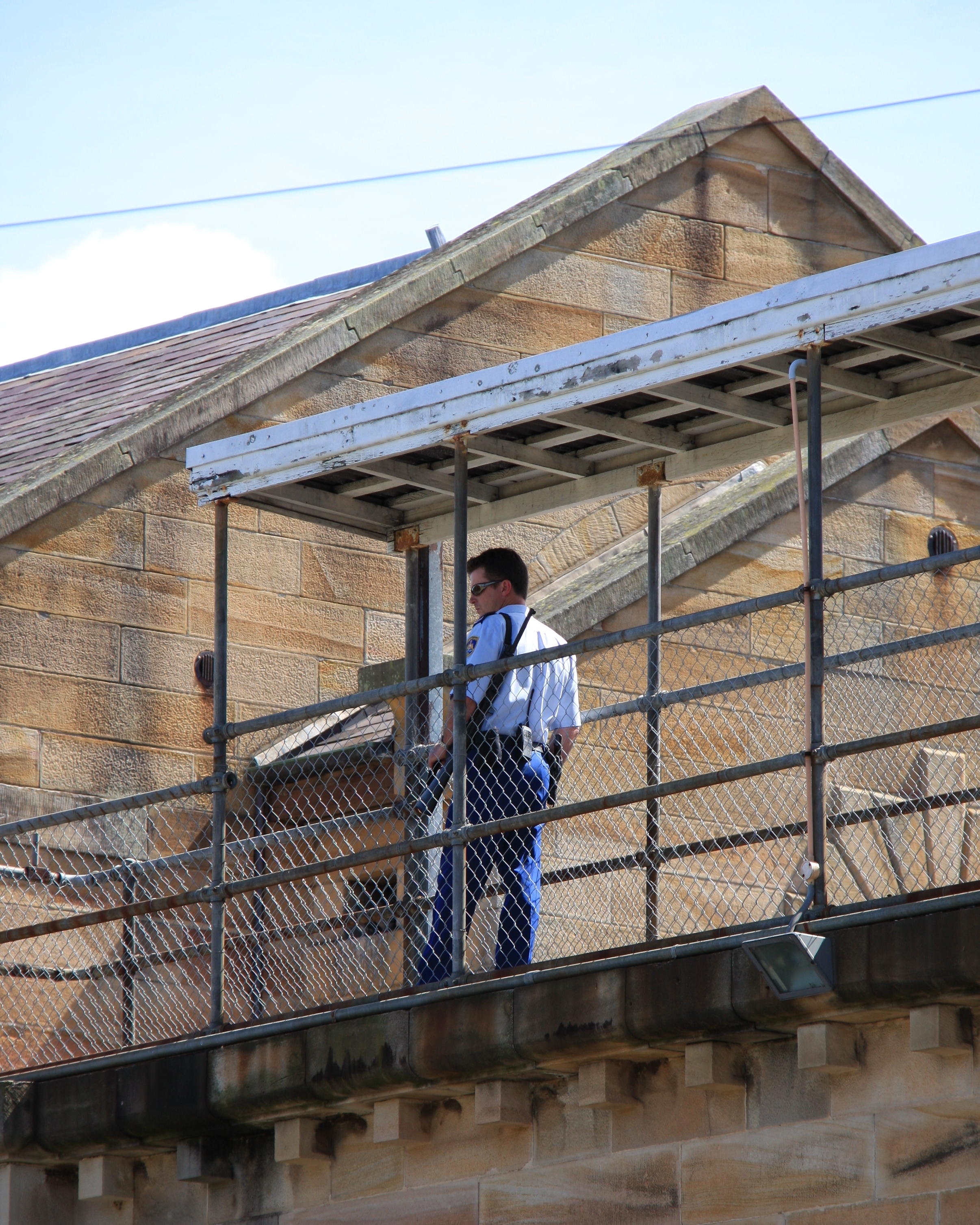
Gevangenbewaarder

Een gevangenbewaarder of cipier is een functionaris binnen het gevangeniswezen. De taken van een cipier verschillen van land tot land. De cipier is gewoonlijk verantwoordelijk voor het opsluiten van gevangenen in hun cel. Soms behoort het ook tot hun werk om cellen te doorzoeken op drugs of wapens. Ze hebben ook de taak om de orde in gevangenissen te handhaven door mogelijke ontsnappingspogingen of geweld door gedetineerden te voorkomen.

## België
In België heten  cipiers officieel penitentiair bewakingsassistent (een gallicisme) en hebben een ambtenarenstatuut binnen de federale overheid, federale overheidsdienst Justitie, directoraat-generaal Penitentiaire Inrichtingen (EPI).
De bewaarder werkt met gedetineerden en bewoners die zijn ingesloten in gevangenissen, detentiecentra en uitzetcentra. Dit betekent bijvoorbeeld het uitvoeren van toegang- en uitgangscontroles, legitimatiedocumenten registreren en risicovolle goederen opsporen door gebruik te maken van detectiepoorten en doorlichtingapparatuur of door te fouilleren. Ook het signaleren van onveilige situaties met camera’s en vaststellen of de afsluitingen goed verlopen hoort bij het werk. De bewaarder zorgt voor het beheer van sleutels, piepers en portofoons. Verder houdt hij het toezicht tijdens het bezoek, sport en arbeid.
In België zijn er diplomavereisten om te solliciteren voor de functie van cipier: het bezit van een diploma hoger secundair onderwijs. Men kan ook solliciteren zonder dit diploma, indien men via bijkomende testen een instapkaart behaald. Na een centraal georganiseerd selectie-examen krijgen de aspiranten 1 jaar interne opleiding, die het midden houdt tussen die van opvoeder en politieagent.

## Nederland
De officiële naam binnen de Nederlandse Dienst Justitiële Inrichtingen (DJI) is penitentiair inrichtingswerker (piw'er). Deze functionaris begeleidt gedetineerden tijdens hun detentie. Een Bewaarder (Bewa) is een functionaris die belast is met toegangscontrole, uitgangscontrole, controleren en registreren van legitimatiebewijzen, het zoeken naar  contrabande bij bezoekers, verdachten aanhouden en overgeven aan de politie, signaleren van en alarmeren bij onveilige en verdachte situaties, toezicht houden op het transport van gevangenen van en naar bezoek-, werk- of sportzalen, en het beheer van sleutels en portofoons.
Een aspirant-bewaarder loopt gemiddeld zes weken mee met een mentor die hem de eerste beginselen van de functie bijbrengt. Daarna volgt een basisberoepsopleiding waarbij het behalen van het diploma een pre is om voor een vaste aanstelling in aanmerking te komen.
Na het behalen van de basisberoepsopleiding is een bewaarder opgeleid en aangesteld om geweldsmiddelen zoals de korte wapenstok en transportmiddelen als de handboeien te gebruiken en eventueel op de man te dragen.
In elke inrichting van de Dienst Justitiële Inrichtingen is een IBT team, afkorting van Intern Bijstands Team, aanwezig. Dit zijn bewaarders of penitentiair inrichtingswerkers die bovenop hun basisberoepsopleiding nog een extra aanvullende opleiding hebben gevolgd. Na het afronden van deze opleiding zijn ze bevoegd voor het dragen van een lange wapenstok, pepperspray en een schild.
IBT’ers hebben aanvullende werkzaamheden bovenop hun normale werkzaamheden in de inrichting. 